# Prosopocoilus buddha palawanicus
Prosopocoilus buddha palawanicus es una subespecie de coleóptero de la familia Lucanidae.

## Distribución geográfica
Habita en Palawan (Filipinas).